# Grace Kellyová

Knížecí monogram kněžny Grace

Grace Kellyová (plným občanským jménem Grace Patricia Kelly, 12. listopadu 1929, Philadelphia, Pensylvánie, USA – 14. září 1982, Monte Carlo, Monako) byla americká herečka, oceněná cenou filmové akademie a monacká kněžna. V roce 1956 se vdala za monackého knížete Rainiera III., čímž získala titul Její knížecí Jasnost kněžna monacká, zkráceně kněžna Grace. Zemřela v roce 1982 na následky automobilové nehody, poté co ztratila kontrolu nad vozem, údajně v důsledku mrtvice. Její portrét je od roku 2007 umístěn na pamětní monacké dvoueurové minci.

## Rodina
Její otec byl americký veslař John Brendan „Jack“ Kelly, trojnásobný olympijský vítěz. Matkou byla Margaret Katherine Majer, která vyučovala tělesnou výchovu a stala se první ženskou trenérkou dívčího atletického sboru na Pensylvánské univerzitě. Své jméno obdržela po sestře svého otce, která zemřela jako velmi mladá. Měla celkem tři sourozence: starší sestru Margaret Katherine, staršího bratra Johna Brendana Jr. a mladší sestru Elizabeth Anne. Její strýc George Kelly byl herec, režisér a scenárista.

## Herectví
Už během studia na Ravenhillově akademii, prestižní katolické škole pro dívky, se společně s matkou a sestrami věnovala modelingu na místních společenských akcích. V roce 1942 hrála svoji první hlavní roli v představení "Don’t feed the Animals". I na vysoké škole se zajímala o herectví, chodila tancovat a hrát. Promovala roku 1947 na Stevensově škole, mimo jiné bylo v její ročence napsáno Stevensovo proroctví: „Slečna Grace P. Kelly – slavná hvězda pódia i obrazovky“.

### Divadlo
Roku 1947 jí bylo zamítnuto studium na Bennington College kvůli špatným výsledkům z matematiky. Odjela do New Yorku a snažila se prosadit v divadle. S tím ale nesouhlasili její rodiče, proto si musela vydělávat jako modelka. Současně se zapsala na Americkou akademii dramatických umění. Tam pilně studovala, např. aby její mluvený projev byl co nejlepší, nahrávala si své projevy na gramofon a pracovala na správném přednesu. Zanedlouho debutovala na Broadwayi ve hře „Otec“.

### Film
V oblasti filmu debutovala menší rolí ve filmu Fourteen Hours, zahrála si v něm postavu ženy, která přesvědčovala sebevraha, aby neskákal. Kritici si však jejího výkonu příliš nevšimli, proto pokračovala ve své práci v divadle. O několik měsíců později se jí ozval producent Stanley Kramer, který jí nabídl vedlejší roli ve westernu V pravé poledne. Nedlouho poté uzavřela sedmiletou smlouvu se studiem MGM, ta jí zaručovala týdenní plat 850 dolarů. Smlouva měla dva dodatky. První, že bude moci dále hrát divadlo a druhý, že bude bydlet v New Yorku. Pouhé dva měsíce po podepsání této smlouvy Kellyová odjela natáčet do Nairobi film Mogambo. O tomto filmu prohlásila: „Tři věci, proč jsem tuto roli přijala byly: John Ford, Clark Gable a fakt, že si užiji placený výlet v Africe. Kdyby se Mogambo točilo v Arizoně, nehrála bych v něm já.“. Za tento snímek si vysloužila Zlatý glóbus a první nominaci na Cenu Akademie. Po úspěchu Mogamba si poprvé, ale ne naposledy zahrála v Hitchcockově filmu – Vražda na objednávku. Po roli v Hitchcokově Okně do dvora přišla nabídka na film Venkovské děvče. Ten však vyrábělo studio Paramount. To se nejdříve MGM nelíbilo, později však svolilo a ona získala za tento film Oscara za nejlepší vedlejší herecký výkon. Poté následovaly další role a s tím spojené časté návštěvy zahraničí. Na jedné takové ve Francii potkala knížete Rainiera III. Ten jí pak půl roku psal a zahrnoval dary, až se odvážil ji přijet navštívit a požádat o ruku. Jeho nabídku přijala v den premiéry filmu The Swan. Jejich sňatek ukončil veškerou její kariéru u filmu.

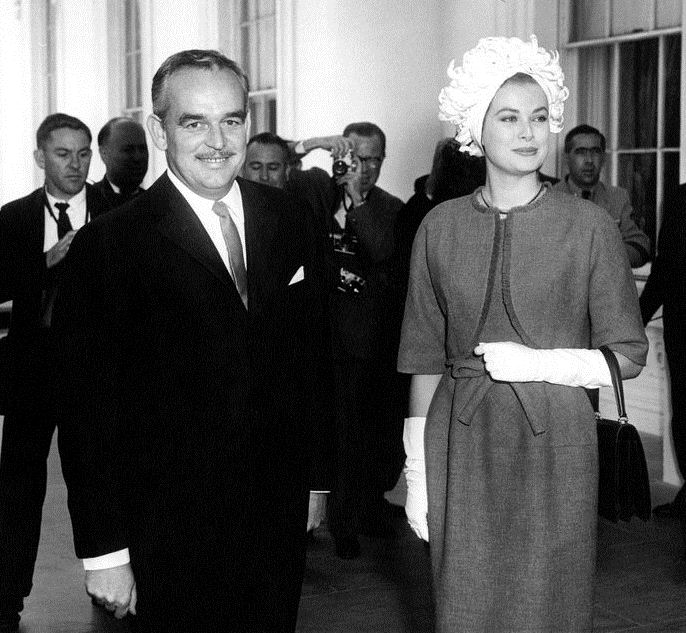
Kníže Rainier III. a kněžna Grace při příchodu na recepci v Bílém domě (24. květen 1961)

## Děti
Měla celkem tři děti. První dítě – dcera Caroline Louise Marguerite – se narodilo přesně devět měsíců a čtyři dny po svatbě. Narození prvního knížecího dítěte ohlásilo 21 výstřelů, byl vyhlášen státní svátek a v celém knížectví bylo šampaňské zdarma. Po necelém roce se páru narodilo druhé dítě – chlapec Albert II. (současný vládce Monaka). A až za dalších sedm let se jim narodilo třetí a poslední dítě – dívka Stéphanie Marie Elisabeth.

## Smrt
Dne 13. září 1982, když se vracela automobilem společně se svou dcerou Stephanií do Monaka, v prudkých serpentinách nad Monte Carlem nezvládla, údajně v důsledku mrtvice, řízení svého jedenáct let starého vozu Rover 3500 a zřítila se ze skály. Z auta byla sice vytažena při vědomí, ale záhy upadla do kómatu a i přes nejlepší zdravotní péči, jakou mohla dostat, nebyla její zranění slučitelná se životem. Proto 14. září 1982 požádal kníže Rainier III. o její odpojení od přístrojů. Zemřela ve věku 52 let.
Ihned po její smrti se objevila řada spekulací, protože původně byly ohlášeny jen lehké pohmožděniny. Později se však ukázalo, že utrpěla zlomeninu krční páteře. Na její památku nechal kníže Rainier III. zbudovat zahradu jejích nejoblíbenějších květin – růží. Nikdy už se také znovu neoženil. Je pochována v Katedrále Neposkvrněné Matky Boží v Monaco-Ville.
Při jejím pohřbu James Stewart prohlásil:
| „ | Víte, miloval jsem Grace Kellyovou. Ne proto, že byla kněžna, ne proto, že byla herečka, ne proto, že byla moje přítelkyně, ale pouze kvůli tomu, že to byla ta nejmilejší dáma, kterou jsem kdy poznal. Grace přinesla do mého, stejně jako do vašich srdcí měkké, teplé světlo a pokaždé, když jsem ji uviděl, byl to pro mě malý svátek. Není pochyb, že mi bude chybět, všem nám bude chybět. Bůh ti požehnej, kněžno Grace. | “ |